# 짐 프라이어
프라이어 남작 제임스 "짐" 프라이어(James Michael Leathes "Jim" Prior, Baron Prior, 1927년 10월 11일 ~ 2016년 12월 12일)는 영국 보수당 당원인 정치인이다. 1959년에서 1987년까지 하원 의원을 역임했다. 지역구는 로스소프트 선거구였다.
1970년에서 1974년, 1979년에서 1984년까지 내각에 참여했다. 1987년에는 일대귀족 작위를 서임받았다. 1979년에서 1981년까지 마거릿 대처 내각에서 고용성 대신으로 재직했지만 프라이어는 대처의 노동조합 탄압과 통화주의 경제정책에 동의하지 않았다. 때문에 프라이어는 보수당 내 습파를 형성하게 되었다.